# イーグルプロレス
イーグルプロレスは、栃木県を中心に活動しているプロレス団体。

## 歴史
- 1992年9月、吉田和則がアマチュアプロレス団体「格闘技団体イーグル（かくとうぎだんたいイーグル）」を設立[1]。
- 1999年7月、プロ団体化と同時に団体名をイーグルプロレスに改称。
- 9月5日、小山市立文化センター小ホールで旗揚げ戦を開催。

## タイトル
- イーグル無差別級王座
- イーグル認定タッグ王座
- 日本インディペンデントクルーザー級王座
- アメリカスクルーザー級王座

## 所属選手
- 島田宏
- 吉田和則
- クラッシャー高橋
- スーパー・ジューディスト
- イーグル・ソルジャー
- 飛鷺矢
- 近藤博之
- TA☆KU
- 大野翔士

## スタッフ
レフェリー
- 橋本善幸
- 田中祐也

リングアナウンサー
- djkei

## 歴代所属選手

### 男子選手
- ビッグ石川
- 岩崎隆勇
- HIROYA（旧：峰浩也）
- 末吉利啓
- 北爪秀俊
- 豹魔（現：刃駈）
- 香取貴大

### 女子選手
- 川田由美子
- 小川樹里